# Ruedi Uster
Ruedi Uster (* 4. September 1941 in Staw) ist ein ehemaliger Schweizer Eisschnellläufer.
Uster, der für den EC Zürich startete, wurde in den Jahren 1963 und 1964 Schweizer Meister im Großen Vierkampf und nahm von 1962 bis 1968 an internationalen Wettbewerben teil. Dabei belegte er bei den Olympischen Winterspielen 1964 in Innsbruck den 44. Platz über 1500 m, den 32. Rang über 5000 m und den 29. Platz über 10.000 m. Bei der Mehrkampfweltmeisterschaft 1966 in Göteborg kam er auf den 31. Platz und bei der Mehrkampfweltmeisterschaft 1967 in Oslo auf den 23. Rang im Großen Vierkampf. Letztmals international startete er bei den Olympischen Winterspielen 1968 in Grenoble, wobei er den 43. Platz über 500 m und den 35. Platz über 5000 m errang.

## Persönliche Bestzeiten
| Disziplin | Zeit        | Datum           | Ort                  |
| --------- | ----------- | --------------- | -------------------- |
| 500 m     | 41,8 s      | 7. Februar 1968 | Davos                |
| 1000 m    | 1:23,5 min  | 5. Februar 1968 | Davos                |
| 1500 m    | 2:12,4 min  | 28. Januar 1967 | Davos                |
| 3000 m    | 4:39,0 min  | 16. Januar 1968 | Cortina d’Ampezzo    |
| 5000 m    | 7:56,4 min  | 13. Januar 1968 | Madonna di Campiglio |
| 10.000 m  | 16:35,8 min | 20. Januar 1968 | Davos                |